# Северный Родез
Се́верный Роде́з (фр. Rodez-Nord) — кантон во Франции, находится в регионе Юг — Пиренеи, департамент Аверон. Входит в состав округа Родез.
Код INSEE кантона — 1246. Всего в кантон Северный Родез входят 3 коммуны, из них главной коммуной является Родез.

## Коммуны кантона
| Коммуна         | Население, чел. (2006) | Почтовый индекс | Код INSEE |
| --------------- | ---------------------- | --------------- | --------- |
| Оне-ле-Шато     | 10 423                 | 12850           | 12176     |
| Родез           | 2 037                  | 12000           | 12202     |
| Себазак-Конкуре | 2 941                  | 12740           | 12264     |

## Население
Население кантона на 2007 год составляло 2 548 человек.
| 1962 | 1968  | 1975  | 1982   | 1990   | 1999   | 2006   | 2007   |
| ---- | ----- | ----- | ------ | ------ | ------ | ------ | ------ |
| —    | 5 383 | 8 118 | 11 809 | 14 555 | 14 639 | 15 178 | 15 401 |